# Nirvana's Touch (Mertens)
Nirvana's Touch is een compositie voor fanfareorkest van de Nederlandse componist Hardy Mertens uit 1986. Het werk is geschreven in opdracht van de Koninklijke Fanfare "Concordia", Ulestraten.
Het werk werd op cd opgenomen door het Frysk Fanfare Orkest onder leiding van Jouke Hoekstra en langspeelplaat door de Fanfare Korps "Eendracht", Nieuwenhagerheide onder leiding van Ger Akkermans.